# Налимов, Григорий Сергеевич
Григо́рий Серге́евич Нали́мов (22 февраля 1915, Большой Камаган, Тобольская губерния — 20 февраля 1945, Парканcкий яраш, Эстергом) — гвардии старший сержант Рабоче-крестьянской Красной Армии, участник Великой Отечественной войны, Герой Советского Союза (1945).

## Биография
Григорий Налимов родился 22 февраля 1915 года в крестьянской семье в деревне Большой Камаган (Налимова) Салтосарайской волости Курганского уезда Тобольской губернии, ныне село входит в Белозерский муниципальный округ Курганской области.
После окончания Камаганской начальной школы и курсов трактористов, с 1933 года работал механизатором в Камаганской машинно-тракторной станции.
После начала Великой Отечественной войны, как опытный механизатор, был временно освобождён от призыва. Первые два года работал в поле, готовил себе смену — женщин-трактористов. Беспартийный.
В январе 1943 года был призван Чашинским РВК на службу в Рабоче-крестьянскую Красную Армию. Окончил курсы механиков-водителей в Нижнем Тагиле. С того же года — на фронтах Великой Отечественной войны. Участвовал в Белградской операции
К февралю 1945 года был механиком-водителем танка Т-34-85 1-го батальона 36-й гвардейской танковой бригады 4-го гвардейского механизированного корпуса 7-й гвардейской армии 2-го Украинского фронта. Отличился во время освобождения юга Чехословакии.
8 января 1945 года 36-я гвардейская танковая бригада, действуя на плацдарме западнее реки Грон овладела селом населённого пункта Барт (венг. Bart) (ныне Брути (словац. Bruty)) к северо-западу от города Штурово и продолжила наступление в направлении на Вельке-Лудинце (словац. Veľké Ludince), но встретив упорное сопротивление противника, 13 января 1945 перешла к обороне.
Через месяц, 17 февраля 1945 года противник, силами до трёх пехотных полков и 200 бронеединиц (в том числе 70—80 танков), перешёл в наступление, в том числе в направлении Барт силою 25 бронеединиц и двух батальонов пехоты. В 8:30, после боя, 72-я гвардейская стрелковая дивизия, оборонявшая позиции между Солдины (венг. Szőgyén) (ныне Сводин (словац. Svodín)) и Барт, в беспорядке отошла, оголив фланг танковой бригады. Экипаж танка Т-34-85 в составе: командир танка гвардии лейтенант Константин Павлович Тулупов, гвардии сержант, командир орудия Михаил Константинович Нехаев, механик-водитель Г. С. Налимов, заряжающий и радист выполнял боевую задачу по оказанию огневой поддержки стрелковым частям в бою.. В том бою он уничтожил несколько немецких танков и бронетранспортёров, что способствовало успешному удержанию плацдарма. 36-я гвардейская танковая бригада во взаимодействии с 72-й и 81-й гвардейскими стрелковыми дивизиями, отбив 5 яростных атак противника, остановила его на рубеже высота 157 — Барт — высота 172 — Бибит — Фелше-Мачкаш. В танковой бригаде осталось 11 танков Т-34-85.
18-20 февраля 1945 года его экипаж успешно отражал немецкие контратаки, защищая переправу через реку Грон в районе населённого пункта Камендин (венг. Kéménd (Szlovákia)). В общей сложности в тех боях уничтожил 9 танков, 4 БТР, 1 самоходное артиллерийское орудие, более 30 солдат и офицеров противника.
20 февраля 1945 года противник силою до двух батальонов пехоты при 12 танках и 5 бронетранспортёрах атаковал в направлении населённого пункта Кэменди Парканского яраша (венг. Párkányi járás) комитата Эстергом Королевства Венгрия, Кэменди находилось между сёлами Барт и Камендин (венг. Kéménd (Szlovákia)) (ныне Каменин (словац. Kamenín))). Ныне деревня Кэменди не существует, её территория находится в Районе Нове-Замки Нитранского края Словацкой Республики. Атака была отбита, беспартийный Григорий Сергеевич Налимов погиб в этом бою.
Похоронен в населённом пункте Палд (венг. Páld) комитата Пожонь Королевства Венгрия, ныне населённый пункт Павлице (словац. Pavlice (okres Trnava)) Района Трнава Трнавского края Словацкой Республики.
22 февраля 1945 года советские войска оставили Барт, а 24 февраля 1945 года отошли на восточный берег реки Грон. Через месяц, 28 марта 1945 года 409-я стрелковая дивизия взяла Барт, а 4-я гвардейская воздушно-десантная дивизия — Камендин.
Указом Президиума Верховного Совета СССР от 28 апреля 1945 года за «образцовое выполнение боевых заданий командования на фронте борьбы с немецкими захватчиками и проявленные при этом мужество и героизм» гвардии старший сержант Григорий Налимов посмертно был удостоен высокого звания Героя Советского Союза. Также посмертно был награждён орденом Ленина.

## Награды
- Герой Советского Союза, 28 апреля 1945 года[4][5][6]
  - Орден Ленина
  - Медаль «Золотая Звезда»

## Память
- В 1975 году Камаганской средней школе присвоили имя Героя Советского Союза Григория Налимова[7].
- В 1977 году установлен бюст у здания школы в селе Большой Камаган, автор Кузьмин[8][9].
  - 22 ноября 2017 года открыт новый бюст, установленный на прежнем месте, в селе Большой Камаган, изготовлен скульптором Денисом Стритовичем[10] — 55°55′12″ с. ш. 65°05′42″ в. д.HGЯO
- Его именем была названа пионерская дружина.

## Семья
Жена Аполинария Степановна (или Семёновна) Налимова. Дочь Людмила Кочурова (род. 5 августа 1940 года), учитель истории в средней школе № 29 города Кургана, Отличник народного просвещения РСФСР.